# Собор в Маркабте Арабской
Собор в Маркабте Арабской — поместный собор Церкви Востока, созванный в 424 году католикосом-патриархом Дадишо на территории Сасанидской империи. Собор провозгласил независимость Персидской церкви от церковных структур Восточной Римской империи.
В начале V века после прихода к власти шаханшаха Бахрама V Церковь Востока была преследуема властью государства Сасанидов. В то же время христиане Персидской империи фактически находились под защитой Восточной Римской империи — главного военно-политического соперника Сасанидов. Очередная волна массовых преследований христиан привела к началу персидско-византийской войны (420—422). Трудности, связанные с политической ситуацией, усугублялись фактором внутренних разногласий и соперничества среди епископов Церкви Востока. Католикос страдал от интриг со стороны собственных епископов, преследовался персидскими шахами и в условиях византийско-персидского вооружённого конфликта не мог просить помощи у своих единоверцев на Западе.
В 424 году в одном из поселений арабов-христиан состоялся поместный собор, на котором соборные отцы настояли на отмене отречения католикоса Дадишо и подтвердили верность католикосу. Собор назвал имена 11 иерархов (в т. ч. 2 из Парса), оспаривавших первенство митрополии Селевкии-Ктесифона в занятии патриаршего престола и осудил их деятельность. Собор также провозгласил независимость христианской церкви Персии от церкви Византийской империи.

## Предыстория
Христианство, добившись к началу V века заметных успехов в персидском обществе (в т. ч. среди представителей персидской элиты), заставило некоторых христиан стать смелее и агрессивнее в своих нападках на зороастризм и храмы огня. Около 420 года христианский священник из города Хормиздардашир разрушил святилище огня, расположенное рядом с христианским храмом, а христианская община города отказалась оплатить его восстановление. Это привело к казни виновников и преследованиям христиан по всей Персии. Вступивший на престол в 420/421 году шах Бахрам V продолжил политику преследований христиан. Значительное число христиан было убито, многие отступили от веры, другие бежали на северо-запад, на территорию Византии. Персы потребовали вернуть беглецов. Византийская сторона отказалась выдать их, что послужило поводом для начала очередной персидско-византийской войны. Война окончилась в 422 году. Бахрам V даровал свободу совести христианам в своей империи, в то время как византийский император Феодосий II терпимо относился к зороастризму на территории Римской империи.
Христианам было разрешено провести выборы нового католикоса, которым стал Мар Дадишо. Однако не все епископы Церкви Востока были удовлетворены этим. Некоторые епископы способствовали вызову нового католикоса ко двору шаха и заключению Дадишо в тюрьму в 422 году. Позже он был освобождён благодаря вмешательству римского посла при подписании мирного соглашения между Восточной Римской империей и Персией. Однако Дадишо потерял волю и интерес к патриаршеству: он удалился во владения правителя Аль-Мунзира I, с целью избежать интриг соперничающих епископов.

## Ход собора
Для разрешения внутрицерковного конфликта в 424 году был созван представительный поместный собор в Маркабте Арабской. В соборе приняли участие 36 (по другим данным 33 или 35) епископов, которые приняли решение об отмене отречения Дадишо и подтвердили свою верность католикосу, также собор подтвердил главенство епископа Селевкии-Ктесифона. В деяниях собора были названы имена 11-ти архиереев, которые были осуждены за оспаривание первенства митрополита Селевкии-Ктесифона. Также собор принял решение о полной независимости Церкви Востока от Церкви Византии. 
В процессе изложения своей позиции католикосу, епископат подготовил исторический анализ своих отношений с «западными» епископами. Как правило епископами «Запада» являлись архиереи тех византийских епархий, которые граничили с персидской территорией. На фоне византийско-персидских военных конфликтов, с целью облегчить положение христиан в Сасанидской империи, на соборе было принято решение о прекращении церковных контактов с церковью Византии. В постановлении Церковь Востока была провозглашена административно независимой, а также усилена власть и достоинство католикоса, к которому был добавлен титул «патриарх»:

«…мы теперь определяем „Словом Божьим“, что восточные не имеют права подавать апелляцию, даже перед патриархами Запада, против своего патриарха. Напротив, всякий спор, не разрешённый перед ним, должен быть отложен до присутствия на судейском месте Христа. И мы определили и подтвердили этот обычай, который является нерасторжимым и неотменяемым, ибо мы запечатали его перед Святой Троицей».

## Итоги и значение
По оценке французского сиролога Жерома Лабура принятие решения лидерами персидских христиан о независимости своей церкви от византийской церковной организации было принято с целью избежать подозрений в симпатиях к врагам Персии. Вероятно, эта политика принесла свои плоды, и хотя акты мучеников, относящиеся к правлению Бахрама V и его сына Йездигерда II, многочисленны, интенсивность преследований была гораздо ниже, чем во времена Шапура II.
Епископ Халдейской католической церкви Мар Бавай Соро отмечает, что собор 424 года, положивший начало автокефалии Церкви Востока от «западных» (т. е. византийских) епископов, примечателен тем, что на нём не была высказана богословская «причина раскола». Он состоялся за семь лет до Эфесского собора (431), за четыре года до назначения Нестория на Константинопольскую кафедру, и в нём нет ни малейшего оттенка озлобления или ожесточения по отношению к Западу, он совершенно не связан с соборными спорами или расколами на Западе. Митрополит Ассирийской церкви Востока Мар Апрем Мукен отмечает, что отделение восточно-сирийской церкви от юрисдикции Антиохии произошло ещё до возникновения христологического спора в 428 году. Он подчёркивает, что отделение и запрет епископам Церкви Востока иметь какие-либо церковно-юрисдикционные контакты с церковью Византии был продиктован политическими, культурными, языковыми, личностными соображениями, а не какими-либо богословскими причинами, поскольку в 424 году таковых не существовало.